# Campionati mondiali di canoa/kayak 1948
I secondi Campionati mondiali di canoa/kayak si sono svolti a Londra (Regno Unito) nel 1948.

## Medagliere
| Pos. | Paese          | Oro | Argento | Bronzo | Totale |
| ---- | -------------- | --- | ------- | ------ | ------ |
| 1    | Svezia         | 3   | 1       | 0      | 4      |
| 2    | Danimarca      | 1   | 1       | 3      | 5      |
| 3    | Finlandia      | 1   | 0       | 0      | 1      |
| 4    | Cecoslovacchia | 0   | 1       | 1      | 2      |
| 4    | Austria        | 0   | 1       | 1      | 2      |
| 6    | Norvegia       | 0   | 1       | 0      | 1      |

## Medaglie Kayak

### K1 500m
| Posizione | Atleta           | Paese     | Tempo |
| --------- | ---------------- | --------- | ----- |
|           | Gert Fredriksson | Svezia    |       |
|           | Lars Glasser     | Svezia    |       |
|           | Poul Agger       | Danimarca |       |

### K1 4x500m
| Posizione | Atleta                                                       | Paese     | Tempo |
| --------- | ------------------------------------------------------------ | --------- | ----- |
|           | Lars Glasser Lars Elvsik Lennart Klingström Gert Fredriksson | Svezia    |       |
|           | Ivar Mathisen Iver Iversen Hans Gulbrandsen Eivind Skabo     | Norvegia  |       |
|           | Bernhard Jensen Poul Agger Ejvind Hansen Johan Kobberup      | Danimarca |       |

### K2 500m
| Posizione | Atleta                            | Paese     | Tempo |
| --------- | --------------------------------- | --------- | ----- |
|           | Thor Axelsson Nils Björklöf       | Finlandia |       |
|           | Alfred Christiensen Fin Rasmussen | Danimarca |       |
|           | Bernhard Jensen Ejvind Hansen     | Danimarca |       |

| Posizione | Atleta                                | Paese          | Tempo |
| --------- | ------------------------------------- | -------------- | ----- |
|           | Karen Hoff Bodil Svendsen             | Danimarca      |       |
|           | Marta Kohoutova Ruzena Kostalova      | Cecoslovacchia |       |
|           | Friederike Schwingl Gertrude Liebhart | Austria        |       |

### K4 1000m
| Posizione | Atleta                                                            | Paese          | Tempo |
| --------- | ----------------------------------------------------------------- | -------------- | ----- |
|           | Hans Berglund Lennart Klingström Gunnar Åkerlund Hans Wetterström | Svezia         |       |
|           | Herbert Klepp Paul Fehlinger Walter Piemann Alfred Umgeher        | Austria        |       |
|           | Ludvik Klima Karel Lomecky Ota Kroutil Milos Pech                 | Cecoslovacchia |       |